# 桂太郎-塔夫脱密约
桂太郎-塔夫脱協定（日文: 桂・タフト協定，英文：Taft–Katsura Agreement）实质上是在1905年7月29日美国战争部长威廉·霍华德·塔夫脱和日本首相桂太郎的会面期间做出的备忘录。1924年，美國史家Tyler Dennett注意到该备忘录，認為影響美國外交。事实上，它不是成文条约，甚至连協定都算不上。仅仅是一纸关于日美关系的备忘录。
一些韩国历史学家假定：在这次会面中，美国确认了日本在韩国的势力范围。作为交换，日本确认了美国在菲律宾的势力范围。然而，美国历史学家检测官方档案的记录时却没有发现这样的甚至是类似的条约。两个人仅仅是讨论了当前的形势但没有决定任何外交方针或签署任何条约。他们仅仅是重申了他们政府的公开外交政策，如此而已。就事实而言，塔夫脱十分谨慎的宣称这仅仅是他的私人意见。何况他并非美国政府的官方代表（塔夫脱只是战争部长，不是国务卿）。

## 细节
桂太郎-塔夫脱备忘录，记录了一次在日本首相桂太郎和美国战争部长塔夫脱之间漫长的私密会面。这次会面举行于东京，1905年的7月27日。而这份备忘录注明的时间是1905年7月29日。
在这次会面中讨论了三个要点：
- 桂太郎認為东亚和平及日本外交方针有賴於與諒解日本的國家美英間的良好關係。

- 菲律宾問題方面，依塔夫脱的觀察，菲律宾由美国一强大的友日国家所控制，符合日本利益。桂太郎宣称日本绝不打算以任何方式入侵菲律宾。

- 朝鲜问题方面，依桂太郎的觀察，殖民朝鲜對日本至关重要；朝鮮是日俄战争的導火索。桂太郎进一步地表示，若任其發展，朝鲜与其他势力缔结协议，将導致原来的问题。因此，日本須采取行动，以阻止朝鲜再一次将日本卷入另一场国际战争中。

在这一点上，塔夫脱肯定日本將朝鲜納為保護國有助于东亚的稳定。他相信西奥多·罗斯福总统也将同意他在这方面的观点。 
上述合意要點未形諸文字，做成協定或密約，僅有一紙對話備忘錄。

## 韩国方面的反应
韩国历史学家（例如《韩国史新论》的作者李基白）相信《桂太郎-塔夫脱協定》违反了在1882年5月22日于韩国仁川签署的《美朝友好与通商条约》。李氏朝鲜政府本以为这一纸条约能够起到共同防御条约的作用，然而美国政府可不这么认为。就像后来在《朴茨茅斯和约》上正式表述的那样，这个協定在私底下使日本在韩利益得到了承认。该協定是日本对韩殖民统治的必然结果。即便是桂太郎塔夫脱協定已成为历史模糊的脚注的今日，该協定仍然被一些韩国左翼活动家在媒体上作为美国在保卫韩国安全方面是怎样地不可信任的例子提起。

## 外部連結
- 外務省外交資料「桂・タフト覚書」Q＆A （页面存档备份，存于）
- . kotobank （日语）.